# Julian Huxley (rugby à XV)
Cet article concerne le joueur de rugby à XV australien. Pour le biologiste britannique, voir Julian Huxley.

a Compétitions nationales et continentales officielles uniquement.

b Matchs officiels uniquement.
Dernière mise à jour le 22 juillet 2018.
Julian Huxley, né le 6 août 1979 à Sydney, est un joueur de rugby à XV australien qui joue avec l'équipe d'Australie. Il est polyvalent et peut jouer à tous les postes des lignes arrière mais joue la plupart du temps au poste d'arrière ou de demi d'ouverture pour les Wallabies.

## Biographie
Julian Huxley joue pour le club de Lindfield dans sa jeunesse, il poursuit ses études scolaires à la Sydney Grammar School et à la King's School à Sydney. Puis, il joue pour l'équipe du club des Wests. Huxley connaît des sélections avec l'équipe d'Australie des moins de 19 ans et des moins de 21 ans. Il joue également en équipe d'Australie de rugby à sept. Il fait son apparition en Super 12 avec les Brumbies en 2002. Puis il s'engage avec les Queensland Reds lors de la saison 2004 de Super 12. Fin 2004, il évolue en Nouvelle-Zélande pour disputer le NPC avec Northland. Il réintègre la franchise australienne en 2005, et il joue tous les matchs der Super 12 de la saison. En 2007 il retourne jouer avec les Brumbies. 
Il connaît alors sa première sélection avec l'équipe d'Australie le 26 mai 2007 contre le pays de Galles. Il joue alors tous les matchs de la tournée de juin puis il est retenu dans le groupe qui dispute la Coupe du monde 2007 en France. Il dispute trois matchs de poule contre le pays de Galles, les Fidji et le Canada. 
À la suite d'un choc à la tête lors du troisième match du Super 14 contre les Queensland Reds, les médecins lui diagnostiquent une tumeur bénigne au cerveau qui le contraint à mettre un terme prématurément à sa saison. Après deux ans de soins, il effectue son retour en mars 2010 en rentrant en cours de jeu dans un match contre les Chiefs. 
En mai 2010, il s'engage avec la nouvelle franchise australienne des Melbourne Rebels qui vient de rejoindre la compétition rebaptisée en Super 15 pour l'occasion. Les Rebels terminent derniers de la conférence australienne et plus mauvaise équipe de la compétition. Huxley dispute onze rencontres et marque cinq essais. 
En juin 2012, il s'engage au RC Narbonne pour une durée de deux ans à partir de la saison 2012-2013. Il n'y reste finalement qu'une saison qu'une saison, avant de mettre un terme à sa carrière professionnelle et rentrer en Australie. Il rechausse cependant les crampons brièvement à deux reprises en Shute Shield en 2014 avec Sydney University et en 2017 avec Penrith.

## Palmarès
Julian Huxley n'a pas remporté de titre que ce soit en club ou en équipe nationale. Sa meilleure performance en Super 12 est une demi-finale avec les Brumbies en 2004. Avec les Wallabies, il atteint les quarts de finale de la Coupe du monde 2007.
| Édition     | Rang               | Résultats Australie | Résultats J. Huxley | Matchs J. Huxley |
| ----------- | ------------------ | ------------------- | ------------------- | ---------------- |
| France 2007 | Quart de finaliste | 4 v, 0 n, 1 d       | 3 v, 0 n, 0 d       | 3/5              |

Légende : v = victoire ; n = match nul ; d = défaite.

## Statistiques en équipe nationale
Depuis sa première sélection en 2007, Julian Huxley dispute neuf matchs avec l'équipe d'Australie. Il a notamment participé au Tri-nations et la Coupe du monde en 2007.